# The Snows of Kilimanjaro (kort verhaal)
The Snows of Kilimanjaro is een kort verhaal van de Amerikaanse schrijver Ernest Hemingway.
Het verhaal werd eerst gepubliceerd in het tijdschrift Esquire in 1936, en werd daarna opgenomen in The Fifth Column and the First Forty-Nine Stories (1938), The Snows of Kilimanjaro and Other Stories (1961), en in The Complete Short Stories of Ernest Hemingway: The Finca Vigía Edition (1987). Het verhaal weerspiegelt een aantal van Hemingways eigen zorgen in de jaren 1930 over zijn bestaan als schrijver en zijn leven in het algemeen.
Het verhaal speelt zich af in Afrika. Harry Street, een schrijver, is tijdens een safari gewond geraakt aan zijn been, en de daaropvolgende ontsteking is zo ernstig dat hij aan de voet van de Kilimanjaro zijn dood moet afwachten, intussen terugblikkend op zijn leven. Door middel van de stream of consciousnesstechniek worden de  gevoelens van de romanschrijver die aan gangreen sterft beschreven. Hemingway beschouwde The Snows of Kilimanjaro als zijn mooiste verhaal.